# Les Cousines de Rigadin
Pour plus de détails, voir Fiche technique et Distribution.
Les Cousines de Rigadin est un film muet français réalisé par Georges Monca, sorti en 1915.

## Fiche technique
- Titre : Les Cousines de Rigadin
- Réalisation : Georges Monca
- Scénario :
- Photographie :
- Montage :
- Société de production : Pathé Frères
- Société de distribution : Pathé Frères
- Pays d'origine :  France
- Langue : film muet avec les intertitres en français
- Métrage : 305 mètres, dont 252 en couleurs, (1 bobine)
- Format : Noir et blanc et couleur — 35 mm — 1,33:1 — Muet
- Genre :  Comédie
- Durée : 10 minutes et 10 secondes
- Numéro de catalogue Pathé : 7255
- Dates de sortie :
  - France : 26 novembre 1915

## Distribution
- Charles Prince : Rigadin